# Hugh C. Williams

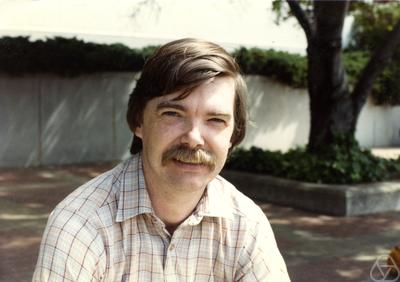
Hugh C. Williams (1984)

Hugh Cowie Williams (* 23. Juli 1943 in London, Ontario) ist ein kanadischer Mathematiker, der sich mit algorithmischer Zahlentheorie und Kryptographie  beschäftigt.
Williams studierte Mathematik an der University of Waterloo (Bachelor-Abschluss 1966, Master-Abschluss 1967), wo er 1969 bei Ronald C. Mullin in Informatik promovierte (A generalization of the Lucas functions). Als Post-Doktorand war er an der York University und ab 1970 Assistant Professor an der  University of Manitoba, wo er 1972 Associate Professor und 1979 Professor wurde. Ab 2001 war er Professor an der University of Calgary, wo er seit 2004 Professor Emeritus ist. Seit 2001 hat er dort den „iCore Chair“ in Algorithmischer Zahlentheorie und Kryptographie inne. Gemeinsam mit Rei Safavi-Naini leitet er das Institute for Security, Privacy and Information Assurance (ISPIA) – früher Centre for Information Security and Cryptography (CISaC) – an der Universität von Calgary. 1998 bis 2001 war er außerdem Adjunct Professor an der University of Waterloo. Er war unter anderem Gastwissenschaftler an der Universität Bordeaux, der Macquarie University und der Universität Leiden. Von 1978 bis Januar 2007 war er Associate Editor der Zeitschrift Mathematics of Computation mit und als Nachfolger von Daniel Shanks.
Williams befasste sich unter anderem mit Primzahltests. Er entwickelte auch spezielle Hardware für zahlentheoretische Rechnungen („Zahlsiebe“), zum Beispiel den MSSU 1995. In der Kryptographie entwickelte er mit Renate Scheidler und Johannes Buchmann 1994 ein Public-Key-Kryptographie-Verfahren, das auf reellen quadratischen Zahlkörpern beruht. Williams entwickelte auch Algorithmen zur Berechnung von Invarianten von algebraischen Zahlkörpern wie Klassenzahlen und Regulatoren.
Er befasst sich auch mit Mathematikgeschichte und schrieb ein Buch über die Geschichte der Primzahltests. Darin zeigte er unter anderem, dass schon Édouard Lucas kurz vor seinem frühen Tod an einem ähnlichen Test wie dem heutigen Elliptische-Kurven-Verfahren arbeitete. Er rekonstruierte auch die Methode, die Fortuné Landry 1880 (mit 82 Jahren) benutzte, um die sechste Fermatzahl (eine 20-stellige Zahl) zu faktorisieren.
Gemeinsam mit Jeffrey Shallit und François Morain entdeckte er ein vergessenes mechanisches Zahlsieb von Eugène Olivier Carissan, das erste derartige Gerät vom Anfang des 20. Jahrhunderts, und beschrieb es ausführlich.
Nach ihm ist die Williams-Zahl benannt.

## Schriften
- The influence of computers in the development of number theory. In: Computational Mathematics with Applications. Band 8, 1982, S. 75–93.
- Factoring on a computer. Mathematical Intelligencer, 1984, Nr. 3.
- mit Attila Pethö, Horst-Günter Zimmer, Michael Pohst (Hrsg.): Computational Number Theory. de Gruyter 1991.
- mit J. O. Shallit: Factoring integers before computers. In: W. Gautschi (Hrsg.): Mathematics of computation – 50 years of computational mathematics 1943–1993. Proc. Symposium Applied Math., Band 48. American Mathematical Society, 1994, S. 481–531.
- Édouard Lucas and primality testing. Wiley 1998. (Canadian Mathematical Society Series of Monographs and Advanced Texts. Band 22.)
- mit M. J. Jacobson: Solving the Pell Equation. Springer 2008.